# Ytterölandet

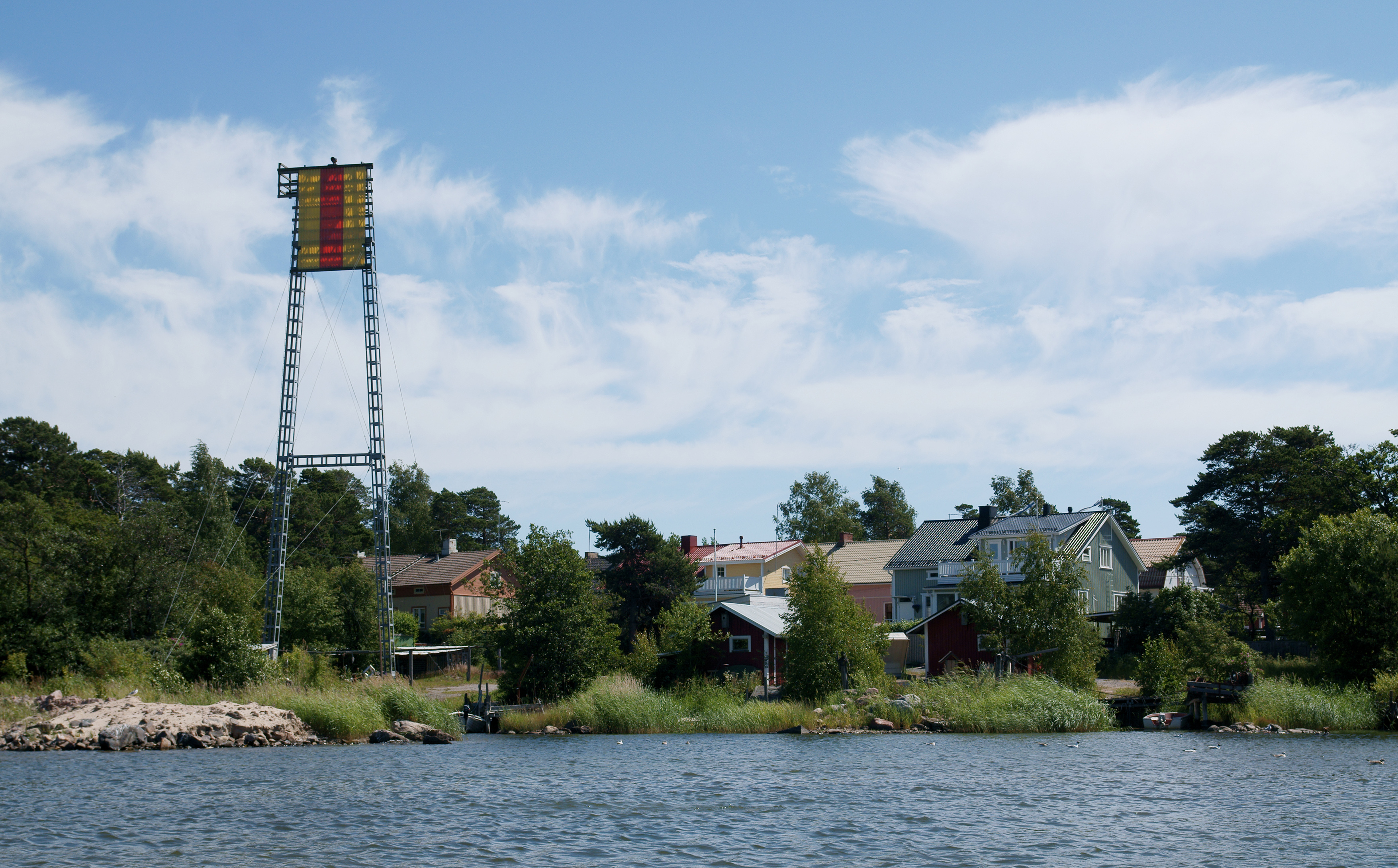
Stadsdelen Uniluoto.

Ytterölandet (finska: Yyterinniemi) är en halvö i Finland. Halvön sträcker sig ut i Bottenhavet nordväst om Björneborgs centrum och fortsätter i cirka tio kilometer till Mäntyluoto.
Halvön omges i nordost av floddeltat för Kumo älv i Björneborgsviken, Eteläselkä i norr och i sydväst av Bredviken. Tillsammans med Räfsö och Vetenskär  (Tahkoluoto) bildar området Havs-Björneborg. Många öar, vikar och fjärdar har namn på svenska från den tid när en stor del av befolkningen ännu talade svenska. De svenska namnen har ofta inlånats i finskan i förfinskad eller översatt form. 

## Allmänt

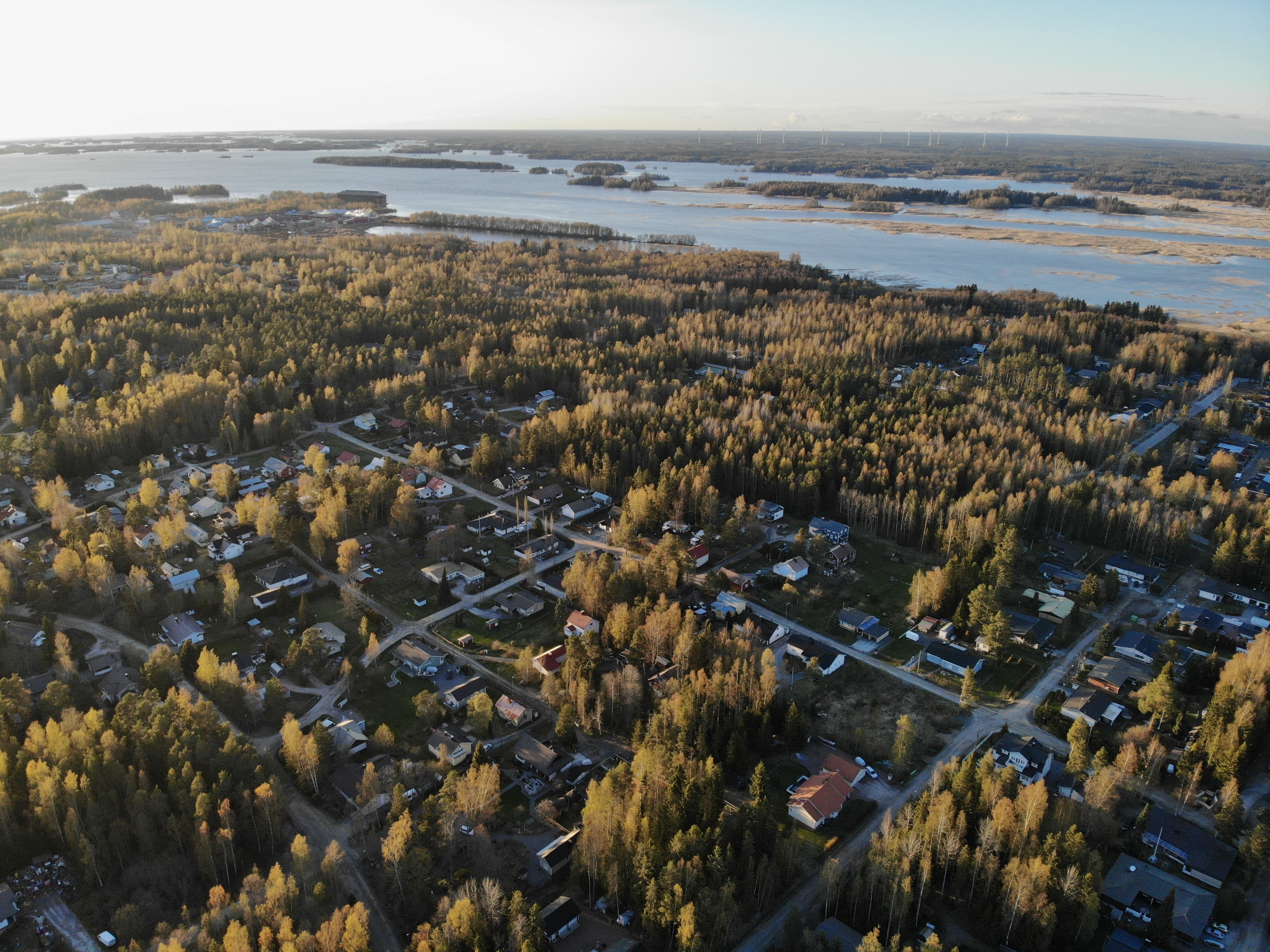
Ytterölandet gränsar i norr till Kumo älvs mynning.

Ytterölandet ingår i en ås med start i Egentliga Finland. Den går genom Säkylänharju och Kumo till bland annat Björneborg och fortsätter sedan under vattnet och stiger igen upp på den svenska sidan i Härnösand.  
Ytterölandet bestod ursprungligen av två öar, som har vuxit ihop på grund av landhöjningen. Den norra ön kallades av den svenska befolkningen för Ytterö (inlånat i finskan i formen Yyteri). Den inre ön Inderö, eller på finska  Kokemäensaari. Numera används på finska för stadsdelen namnet Kyläsaari.  På 1600-talet började sundet mellan öarna landas upp och försumpas. I dag återstår bara det grunda Enäjärvi träsk av sundet.

## Bostäder och industri

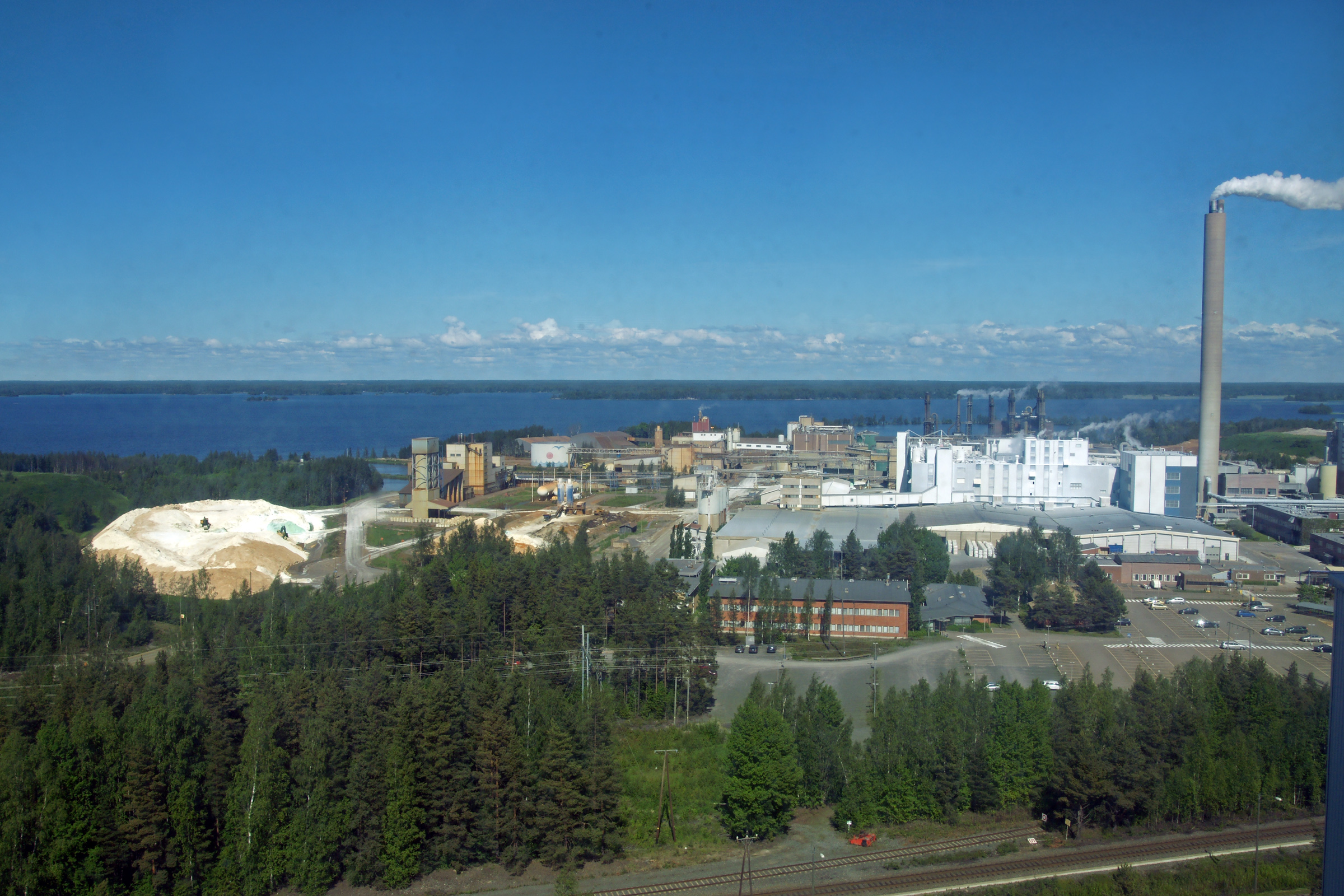
Björneborgs titandioxidindustri sedd från vattentornet i Kanan.

Riksväg 2 till Mäntyluoto (sv. Tallholmen) delar udden i två delar. Vägen är också lokalt känd som Mäntyluodontie. Bredvid vägen ligger ett stickspår till järnvägslinjen Tammerfors–Björneborg ut till hamnen och industriområdena.
I området mellan riksväg 2 och Björneborgsfjärden löper ytterligare väg nr 2652, med stadsdelarna Inderö, Metsämaa, Enäjärvi och Svinhamn. Området är kraftigt industrialiserat med bland annat ett titandioxidverk, Suomen Kuitulevy Oy :s anläggningar och Pihlava sågverk.
Den långa sandstranden Ytterö och stadsdelen Kanan ligger i sydväst och vetter mot Bredviken. Här finns också ett spahotell och en golfbana. Området söder om sandstränderna är nästan helt bevarat i naturtillstånd, med undantag för gles bebyggelse och jordbruksområden. Här finns också flera vandringsleder.
I norra delen av Ytterölandet finns området Mäntyluoto (ursprungligen på svenska Tallholmen), Björneborgs hamn och varvet Technip Offshore Finland. På halvöns spets ligger stadsdelen Uniluoto- distriktet och Kallo fyr. Mäntyluoto - Tallholmen, Uniluoto och Kallo var ännu vid mitten av 1800-talet separata öar, som senare knöts till fastlandet i och med hamnbygget.
I hela området bor c. 8 000 personer. Den största tätorten är Svinhamn, med mer än 4 000 invånare. Här låg också centrum för Björneborgs landskommun. 

## Natur

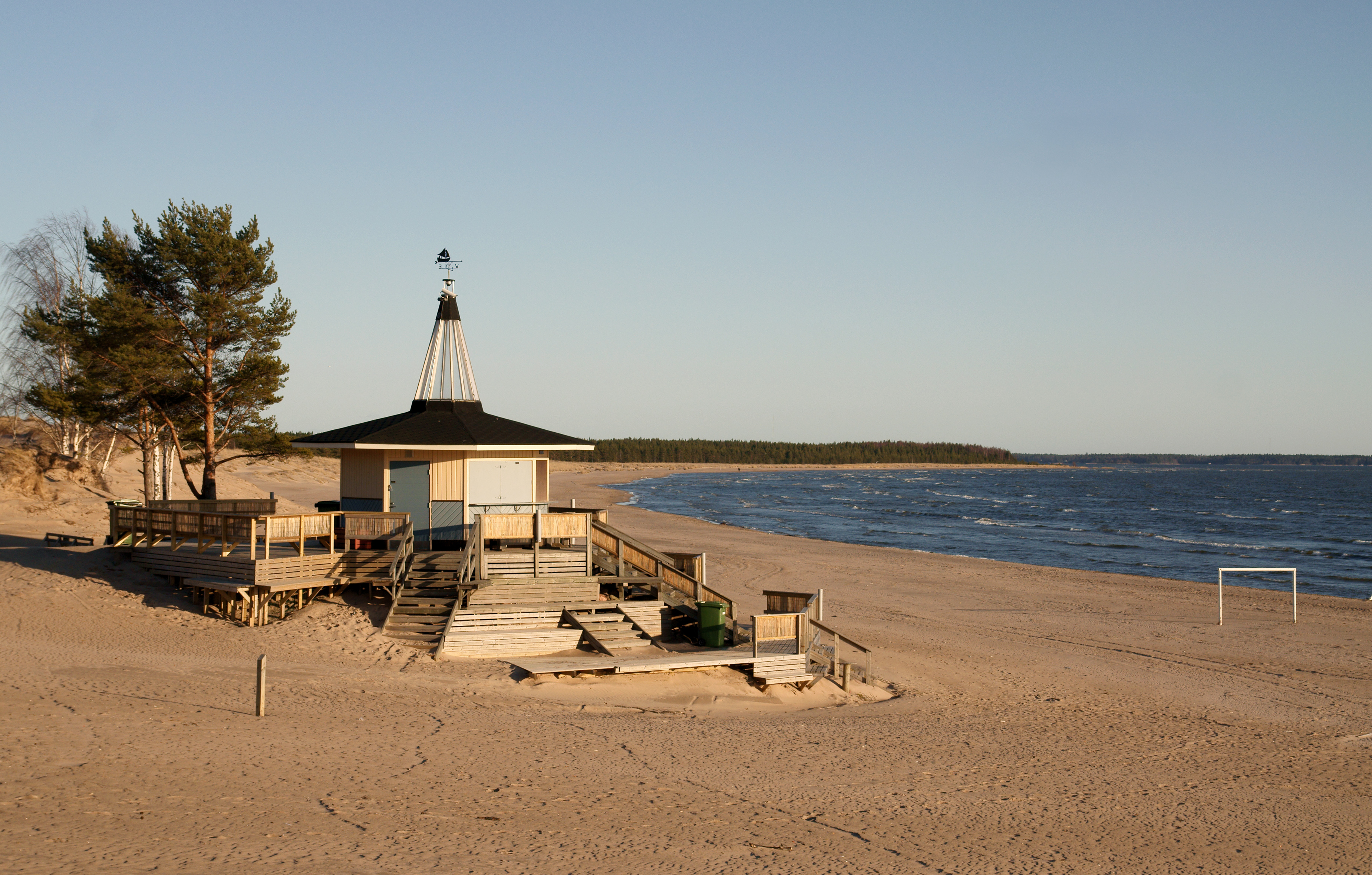
Ytterö sandstrand.

Ytterölandets terräng är huvudsakligen en platt före detta havsbotten. De enda signifikanta höjdskillnaderna finns i sanddynerna. Vegetationen i området består till största delen av torr skogssterräng och åkrar och ängar. Förutom flera sandstränder har stränderna frodiga våtmarker.
Söder om Ytterö sanddyner ligger Bredviken, som är viktig rastplats för sjöfåglar och vadare. Det finns tio fågeltorn kring hela viken.
På Ytterölandet finns mera än 30 kilometer olika naturstigar och vandringsleder. Dessutom har området sammanhängande cykelleder.